# Neptis prodymus
Neptis prodymus är en fjärilsart som beskrevs av Hans Fruhstorfer 1908. Neptis prodymus ingår i släktet Neptis och familjen praktfjärilar. Inga underarter finns listade i Catalogue of Life.